# Útok v New Orleans (2025)
Dne 1. ledna 2025 došlo k útoku automobilem v New Orleans. Útočník autem zabil 15 lidí a 35 zranil. Při přestřelce s policií byl zastřelen. Útočníkem byl rodilý Američan s arabskými kořeny, který útok provedl ve jménu ISIS.

## Pozadí
K útoku došlo během novoročních oslav.

## Průběh útoku
K útoku došlo kolem 3:15 ráno místního času. Útočník objel barikády, vjel do davu na Bourbon Street, poté vystoupil z vozu a začal střílet na policisty. Následně byl zastřelen policií.
Ve voze byla následně nalezena improvizovaná výbušná zařízení.

## Oběti
Útočník zabil 15 lidí a 35 zranil. Útočníka zastřelila policie.

## Útočník
Jako útočník byl identifikován 42letý Shamsud-Din Jabbar narozený v Texasu. Útočník byl při následné přestřelce s policií zastřelen. Na vozidle měl umístěnou vlajku ISIS a před útokem se přihlásil k ISIS. Podle vyšetřovatelů jednal sám.